# 8306 Shoko
8306 Shoko este un asteroid din centura principală de asteroizi.

## Descriere
8306 Shoko este un asteroid din centura principală de asteroizi. A fost descoperit pe 24 februarie 1995 la Kuma Kogen de Akimasa Nakamura. El prezintă o orbită caracterizată de o semiaxă mare de 2,24 ua, o excentricitate de 0,22 și o înclinație de 4,8° în raport cu ecliptica.